# Лібідза
Лібідза (пол. Libidza) — село в Польщі, у гміні Клобуцьк Клобуцького повіту Сілезького воєводства.
Населення — 704 особи (2011).
У 1975-1998 роках село належало до Ченстоховського воєводства.

## Демографія
Демографічна структура станом на 31 березня 2011 року:
|          | Загалом | Допрацездатний вік | Працездатний вік | Постпрацездатний вік |
| -------- | ------- | ------------------ | ---------------- | -------------------- |
| Чоловіки | 366     | 92                 | 243              | 31                   |
| Жінки    | 338     | 64                 | 192              | 82                   |
| Разом    | 704     | 156                | 435              | 113                  |